# Marija Turkalj Matić
Marija Turkalj Matić je vojvođanska slikarica. Članica je Likovne grupe 76 iz Sombora od 1999. godine. Po struci je građevinska inženjerka.
Slika u tehnici ulja na platnu. Teme koje crta su vojvođanske ravnice, bački salaši, monoštorske šume, kuće i ulice, njive ispresijecane atarskim putevima, beskrajni nasipi, obale kanala i dunavaca i dr. Milorad Rađenović opisuje Marijino slikarstvo "Odnosi svijetlih i tamnih tonova prekriveni su prozračnošću, u težnji da od linije i boja stvore harmoniju kolorističkog rješenja, stvarajući sliku, koja zadržava na sebi pogled".
Izlagala je na oko 60 kolektivnih i osam samostalnih izložaba.
Na međunarodnim izložbama u Adi, Čoki i Senti dobila je prve i druge nagrade.
2002. godine Marija Turkalj bila je elektorica u skupini čiju je kandidaturu podržalo 100 potpisnika.
Do 2011. godine Marija Turkalj bila je predsjednica KUDH Bodrog, a na njeno mjesto došao je Željko Šeremešić.

## Vanjske poveznice
- HKUD Vladimir Nazor Sombor Likovna sekcija - Trinaesti Kolorit
- Zvonik  Arhivirana inačica izvorne stranice od 27. rujna 2015. (Wayback Machine) Aleksandar Forgić: U čast tamburi, Subotica, srpnja 2006.